# صاعد بن یحیی
صاعد بن یحیی با کُنیهٔ ابوالفرج (؟ - ۱۲۲۳م) (نسب کامل: صاعد بن یحیی بن هبةالله بن توما) پزشک مسیحی عراقی و مأمور ویژه دربار عباسی بود. به هنگام خلافت ناصر تا منصبی همرتبهٔ وزارت رسید. نزد او امین اموالِ خواصش بود و او مأمور پنهانی‌اش بود. دو سرباز شبانه او را در بغداد کشتند.